# Jemma Redgrave

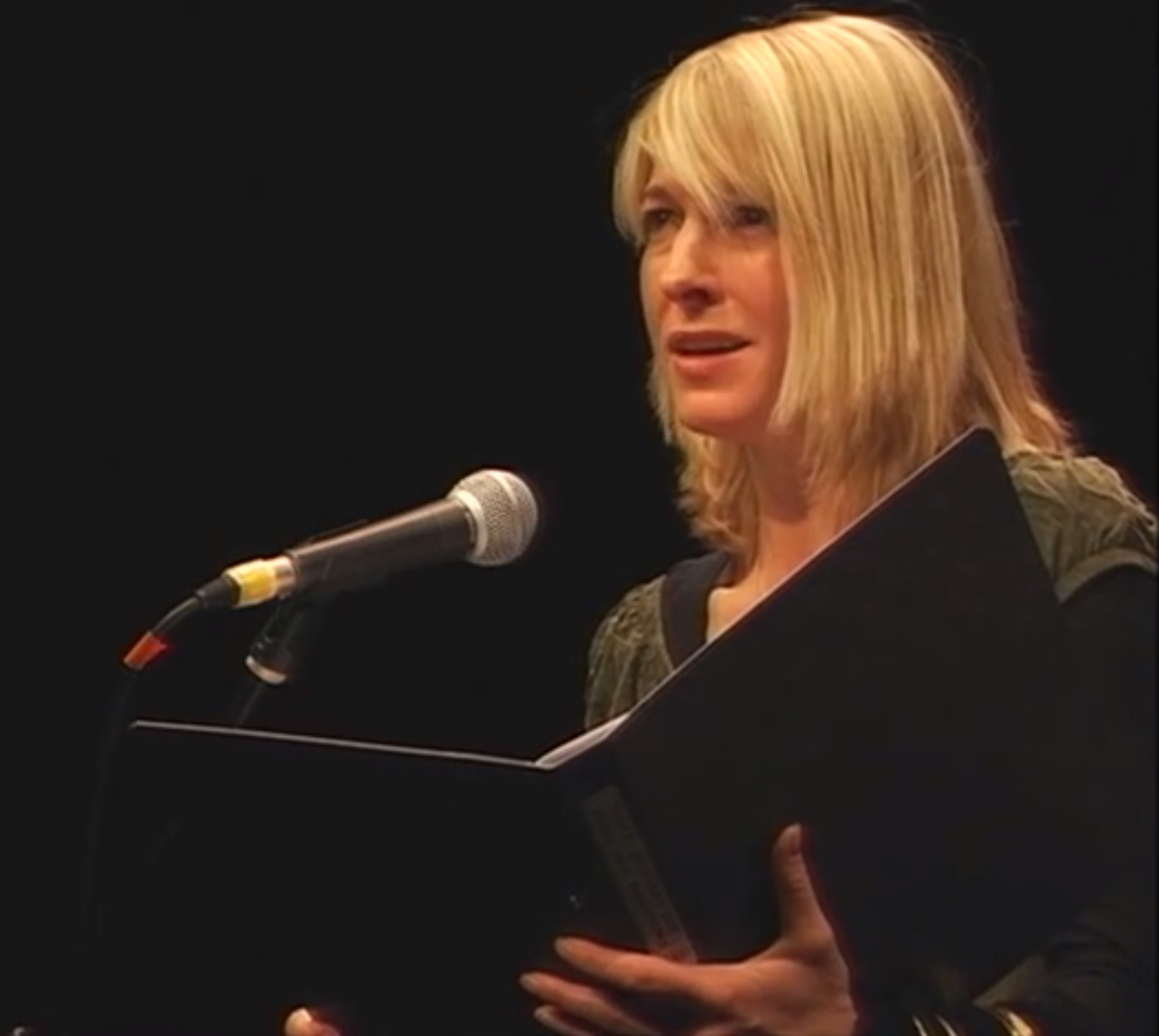
Atriz britânica Jemma Redgrave.

Jemma Redgrave (Londres, 14 de janeiro de 1965) é uma atriz britânica nascida na Inglaterra.
Jemma é filha do ator Corin Redgrave e neta dos atores Michael Redgrave e Rachel Kempson. É sobrinha das atrizes Vanessa Redgrave e Lynn Redgrave.
É casada com Tim Owen desde 1992, pai dos seus dois filhos: Alfie e Gabriel.